# Plaisance (Aveyron)
Plaisance település Franciaországban, Aveyron megyében. Lakosainak száma 221 fő (2022. január 1.). Plaisance Balaguier-sur-Rance, La Bastide-Solages, Coupiac és Curvalle községekkel határos.

## Népesség
A település népessége az elmúlt években az alábbi módon változott:
| Lakosok száma | 318  | 282  | 228  | 230  | 201  | 216  | 221  | 218  | 219  | 221  |
|               | 1968 | 1982 | 1990 | 2006 | 2013 | 2015 | 2017 | 2019 | 2020 | 2022 |